# Nagyfejű tengeri pér
A nagyfejű tengeri pér (Mugil cephalus) a sugarasúszójú halak (Actinopterygii) osztályának a tengeripérhal-alakúak (Mugiliformes) rendjéhez, ezen belül a tengeripérfélék (Mugilidae) családjához tartozó faj.

## Előfordulása
A nagyfejű tengeri pér általában homokos talajú, dús növényzetű sekély parti vizek lakója. A lagúnákat és a folyótorkolatokat kedveli. Világszerte elterjedt.

## Megjelenése
A hal testhossza 30-50 centiméter, legfeljebb 65 centiméter. A hímek hossza csak a kétharmada a nőstényekének. 42 nagy, kerekded pikkelye van egy hosszanti sorban. A pikkelyek ráterjednek a fejre is. Sűrű kopoltyúszűrőjén, hosszú, vékony kopoltyútüskék vannak.

## Életmódja
Kis rajokban élő, gyors mozgású tengeri hal. A táplálék után az édesvízbe is felúszik. Tápláléka férgek, apró rákok és puhatestűek, utóbbiakat az iszapból szűri ki.

## Szaporodása
Tavasztól őszig ívik.